# Mimulosia incerta
Mimulosia incerta là một loài bướm đêm thuộc phân họ Arctiinae, họ Erebidae.